# Венгрия на зимних Олимпийских играх 2010
Венгрия на зимних Олимпийских играх 2010 была представлена 15 спортсменами в трёх видах спорта.

## Результаты соревнований

### Биатлон
Мужчины
| Соревнование         | Спортсмены    | Стрельба | Результат | Место |
| -------------------- | ------------- | -------- | --------- | ----- |
| Спринт               | Имре Тагшерер | 2+2      | 28:38,8   | 80    |
| Индивидуальная гонка | Имре Тагшерер | 1+3+0+0  | 58:02,6   | 82    |

### Коньковые виды спорта

#### Фигурное катание
| Соревнование              | Спортсмены                     | Обязательный танец | Обязательный танец | Короткая программа/ оригинальный танец | Короткая программа/ оригинальный танец | Произвольная программа/ произвольный танец | Произвольная программа/ произвольный танец | Всего     | Всего |
| Соревнование              | Спортсмены                     | Результат          | Место              | Результат                              | Место                                  | Результат                                  | Место                                      | Результат | Место |
| ------------------------- | ------------------------------ | ------------------ | ------------------ | -------------------------------------- | -------------------------------------- | ------------------------------------------ | ------------------------------------------ | --------- | ----- |
| Женское одиночное катание | Юлия Шебештьен                 |                    |                    | 57,46                                  | 13                                     | 93,80                                      | 16                                         | 151,26    | 17    |
| Танцы на льду             | Нора Хоффманн / Максим Завозин | 31,90              | 13                 | 51,22                                  | 13                                     | 84,11                                      | 13                                         | 167,23    | 13    |

#### Шорт-трек
Мужчины
| Соревнование | Спортсмены  | Отборочный раунд | Отборочный раунд | Четвертьфинал | Четвертьфинал | Полуфинал | Полуфинал | Финал     | Финал     | Финал     | Итоговое место |
| Соревнование | Спортсмены  | Результат        | Место            | Результат     | Место         | Результат | Место     | Название  | Результат | Место     | Итоговое место |
| ------------ | ----------- | ---------------- | ---------------- | ------------- | ------------- | --------- | --------- | --------- | --------- | --------- | -------------- |
| 500 метров   | Петер Дараз | 42,800           | 3                | не прошёл     | не прошёл     | не прошёл | не прошёл | не прошёл | не прошёл | не прошёл | 22             |
| 500 метров   | Виктор Кнох | 42,197           | 4                | не прошёл     | не прошёл     | не прошёл | не прошёл | не прошёл | не прошёл | не прошёл | 25             |
| 1000 метров  | Виктор Кнох | 1:26,279         | 3                | не прошёл     | не прошёл     | не прошёл | не прошёл | не прошёл | не прошёл | не прошёл | 21             |
| 1500 метров  | Петер Дараз |                  |                  | 2:18,827      | 3             | 2:18,349  | 7         | не прошёл | не прошёл | не прошёл | 19             |
| 1500 метров  | Виктор Кнох |                  |                  | 2:16,826      | 5             | не прошёл | не прошёл | не прошёл | не прошёл | не прошёл | 30             |

Женщины
| Соревнование | Спортсмены                                               | Отборочный раунд | Отборочный раунд | Четвертьфинал | Четвертьфинал | Полуфинал | Полуфинал | Финал     | Финал     | Финал     | Итоговое место |
| Соревнование | Спортсмены                                               | Результат        | Место            | Результат     | Место         | Результат | Место     | Название  | Результат | Место     | Итоговое место |
| ------------ | -------------------------------------------------------- | ---------------- | ---------------- | ------------- | ------------- | --------- | --------- | --------- | --------- | --------- | -------------- |
| 500 метров   | Эрика Хусар                                              | 44,537           | 3                | не прошла     | не прошла     | не прошла | не прошла | не прошла | не прошла | не прошла | 19             |
| 1000 метров  | Бернадетт Хейдум                                         | 1:31,125         | 2                | 1:30,313      | 3             | не прошла | не прошла | не прошла | не прошла | не прошла | 9              |
| 1000 метров  | Эрика Хусар                                              | DSQ              | —                | не прошла     | не прошла     | не прошла | не прошла | не прошла | не прошла | не прошла | 29             |
| 1500 метров  | Эрика Хусар                                              |                  |                  | 2:27,487      | 3             | 2:24,192  | 1         | A         | 2:19,251  | 6         | 6              |
| 1500 метров  | Бернадетт Хейдум                                         |                  |                  | 2:30,332      | 4             | не прошла | не прошла | не прошла | не прошла | не прошла | 23             |
| 1500 метров  | Роза Дараз                                               |                  |                  | DSQ           | —             | не прошла | не прошла | не прошла | не прошла | не прошла | 33             |
| Эстафета     | Роза Дараз, Бернадетт Хейдум, Эрика Хусар, Андреа Кеслер |                  |                  |               |               | 4:17,487  | 4         | B         | 4:17,937  | 2         | 5              |

### Лыжные виды спорта

#### Горнолыжный спорт
Мужчины
| Соревнование      | Спортсмены  | 1 спуск | 2 спуск | Всего   | Место |
| ----------------- | ----------- | ------- | ------- | ------- | ----- |
| Гигантский слалом | Мартон Бене | 1:31,08 | 1:34,89 | 3:05,97 | 71    |
| Слалом            | Мартон Бене | DNF     | —       | —       | —     |

Женщины
| Соревнование      | Спортсмены | Скоростной спуск/ 1 спуск | Слалом/ 2 спуск | Всего   | Место |
| ----------------- | ---------- | ------------------------- | --------------- | ------- | ----- |
| Скоростной спуск  | Анна Берец |                           |                 | 1:57,86 | 35    |
| Суперкомбинация   | Анна Берец | 1:33,47                   | 49,50           | 2:22,97 | 27    |
| Супергигант       | Жофия Дёме |                           |                 | 1:29,09 | 36    |
| Супергигант       | Анна Берец |                           |                 | DNF     | —     |
| Гигантский слалом | Анна Берец | 1:22,29                   | 1:18,58         | 2:40,87 | 42    |
| Гигантский слалом | Жофия Дёме | DNF                       | —               | —       | —     |
| Слалом            | Жофия Дёме | 58,74                     | 59,58           | 1:58,32 | 44    |
| Слалом            | Анна Берец | 59,81                     | 59,82           | 1:59,63 | 45    |

#### Лыжные гонки
Мужчины
Дистанция
| Соревнование           | Спортсмен       | Результат | Место |
| ---------------------- | --------------- | --------- | ----- |
| 15 км свободным стилем | Золтан Тагшерер | 41:15,0   | 81    |

Женщины
Дистанция
| Соревнование           | Спортсмены  | Результат | Место |
| ---------------------- | ----------- | --------- | ----- |
| 10 км свободным стилем | Вера Вициан | 33:45,8   | 74    |